# 広岡謙二
広岡 謙二（廣岡 謙二、ひろおか けんじ、1901年1月27日 - 1995年6月30日）は、日本の内務官僚。石川県知事、警視総監。

## 経歴
徳島県出身。広岡四郎の二男として生まれる。徳島中校、第一高等学校を経て、1923年4月、東京帝国大学文学部に入学したが、翌年3月に退学。1926年11月、高等試験行政科試験に合格。1927年3月、東北帝国大学法文学部英法科を卒業。同年4月、内務省に入り山口県属として内務部庶務課兼地方課に配属された。
1929年5月、山口県警部を兼務。以後、山口県商工水産課長、地方警視・鹿児島県保安課長、宮城県特高課長、警視庁特別高等警察部特高第一課長、同部労働課長、山口県学務部長、大分県書記官・警察部長、警視庁消防部長、熊本県書記官・警察部長、福岡県部長・警察部長などを歴任。
1945年6月、地方総監府参事官・九州地方総監府第一部長に就任。内務書記官・警保局警務課長を経て、1946年6月、石川県知事に就任。1947年2月、警視総監に就任し、同年6月まで在任。その後、公職追放となる。当時、部下に後藤田正晴、村井順がいた。
日新鉱業所理事長、山鹿温泉鉄道会長を経て、1956年7月から1960年12月まで、国防会議事務局長を務めた。国防会議事務局長時代の1958年9月、防衛庁の航空機購入問題に関し衆議院決算委員会に河野一郎、川島正次郎とともに証人喚問された。その後、1963年7月、海外移住事業団理事長に就任した。1995年6月30日死去。享年94。

### 軍歴
官僚として活動する中で、陸軍軍人の経歴を持っている。1928年2月から同年12月まで、歩兵第12連隊に入営。1930年3月、陸軍三等主計となり、主計少尉に昇進。1937年8月から1939年1月まで中国戦線に出征した。この間、1938年9月に主計中尉へ昇進している。

## 親族
- 甥にロシア政治思想史専門の政治学者廣岡正久がいる。